# Dennis Koslowski
Dennis Marwin Koslowski (ur. 16 sierpnia 1959 w Watertown) – zapaśnik amerykański w stylu klasycznym.  Dwukrotny medalista olimpijski. Brązowy z Seulu w 1988 i srebrny z Barcelony w 1992. Srebrny medalista mistrzostw świata, igrzysk i Mistrzostw Panamerykańskich. Drugie miejsce w Pucharze Świata w 1985, 1986, 1987 i 1991 roku.
Był zawodnikiem University of Minnesota Morris. Jego brat bliźniak Duane Koslowski brał udział w Igrzyskach w Seulu, gdzie zajął 8. miejsce w kategorii ponad 100 kg.